# Sulemanu Tetteh
Sulemanu Tetteh est un boxeur ghanéen né le 18 août 1992 à Accra.

## Carrière
Sulemanu Tetteh dispute les Jeux olympiques d'été de 2012 dans la catégorie des poids mi-mouches, perdant en seizièmes de finale contre le Portoricain Jantony Ortíz.
Aux championnats d'Afrique de boxe amateur 2015 à Casablanca, il remporte la médaille d'argent des poids mi-mouches, perdant en finale contre le Marocain Imad Ahyoun.